# Pseudoparlatoria maculata
Pseudoparlatoria maculata är en insektsart som beskrevs av Ferris 1942. Pseudoparlatoria maculata ingår i släktet Pseudoparlatoria och familjen pansarsköldlöss. Inga underarter finns listade i Catalogue of Life.